# Sathya Sai Baba
Sathya Sai Baba (nascut com a Ratnakaram Sathyanarayana Raju; 23 de novembre de 1926 - 24 d'abril de 2011) fou un guru i filantrop indi. A l'edat de 14 anys es va afirmar que ell era la reencarnació de Sai Baba de Shirdi, quan va abandonar la seva llar dient que "els meus devots m'estan demanant, he de fer els meus deures"."
El 1972, Sathya Sai Baba funda la Fundació Central Sri Sathya Sai (Sri Sathya Sai Trust, SSSCT), que té projectes d'ajuda humanitària en el camp del sanejament d'aigua, la salud i l'educació.
Els seguidors d Sai Baba han acreditat que ha fet miracles com moure telecinèticament vibhutis o d'altres petits objectes (anells, braçalets), curacions miraculoses, ressurreccions, clarividències, bilocacions i que és omnipresent, omnipotent i omniscient. Aquests creuen que són signes de divinitats, mentre altres defensen que hi ha d'haver altres explicacions i que no pot ser sobrenatural.
El 1972, Sathya Sai Baba funda la Fundacio Central Sri Sathya Sai (SSSCT). La SSSCT crea una xarxa d'hospitals i clíniques gratuïtes; projectes d'abastament d'aigua; escoles, universitats i altres institucions educatives.
Es considera que Sathya Sai Baba és un mahaguru, un guru global degut a que la seva obra ha arribat a fer més de 2000 accions en 137 estats diferents i que l'abast de les seves obres caritatives, la seva influència social i la dels seus devots (entre 6 i 10 milions, entre els quals hi ha monarques, celebritats i polítics de primer nivell arreu del món) és un moviement global.

## Vida

### Infància i joventud
Sathyanarayana Raju neix el 23 de novembre de 1926 d'una família telugu de la casta Bhatraju en una comunitat de religiosos, músics i recitadors, al poble de Puttaparthi, a la Presidència de Madràs, a l'Índia Britànica (actual Andhra Pradesh, Índia). La seva mare Easwaramma afirma que la seva concepció havia estat miraculosa. Sathya Sai és el quart de cinc germans.

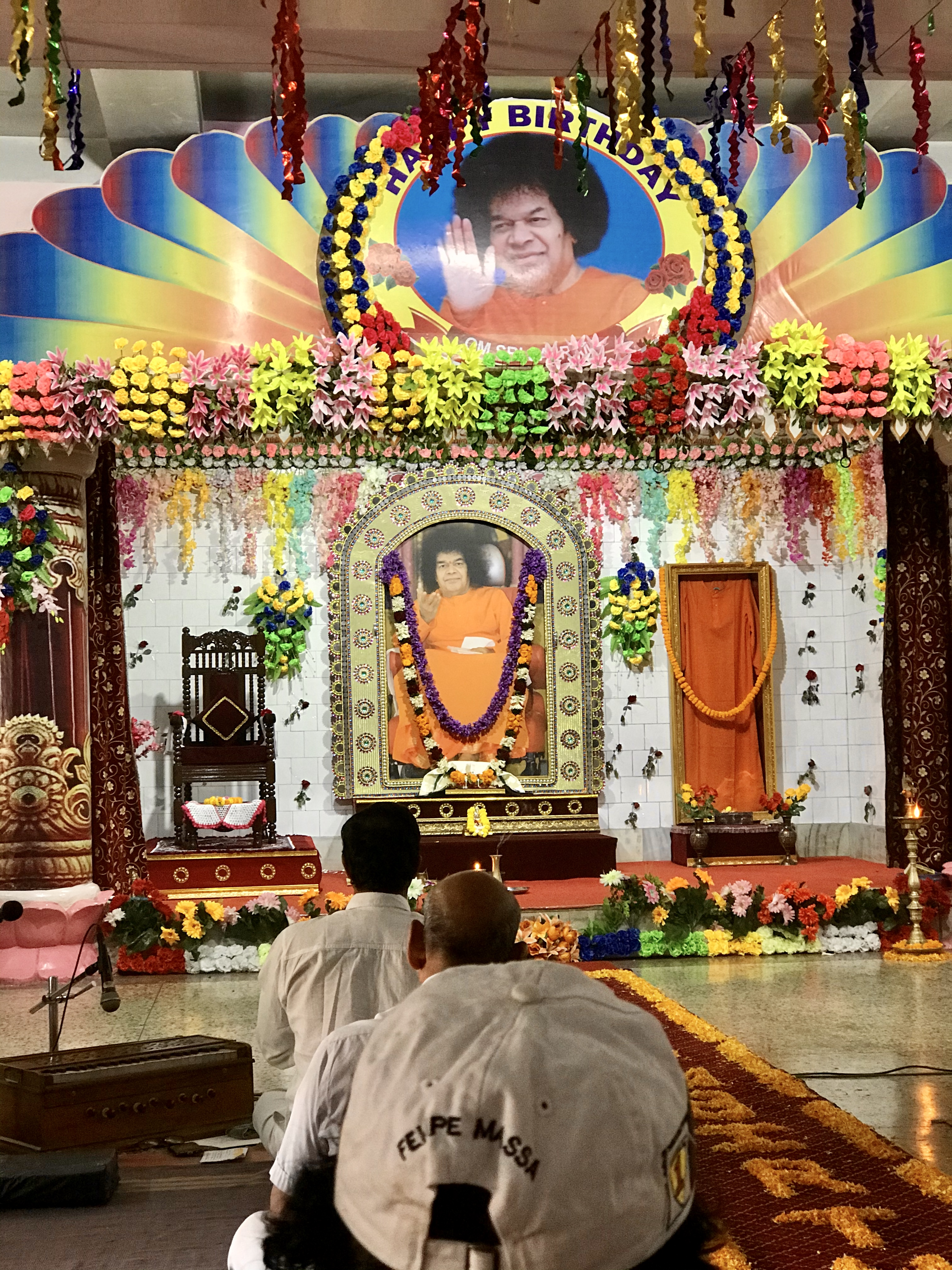
Celebració del 94è aniversari de Sathya Sai Baba a Rourkela

Entre els seus germans hi ha Ratnakaram Seshama Raju, les seves germanes grans Verkamma i Paryathamma i la petita Janakiramaiah.
A la seva infància, Sathya és descrit com a "inusualment intel·ligent" i caritatiu, tot i que no necessàriament a nivell acadèmic, ja que estava més interessat en l'espiritualitat. S'afirma que té un gran talent per la música devota, la dansa i el teatre. Es va reportar que havia estat capaç de moure objectes mitjançant la telecinesi des de la seva joventud.

### Vida adulta
El 23 de març de 1940 s'anuncia que Sathya Sai és la reencarnació del sant Sai Baba de Shirdi, que era havia mort el 1918. Els seus devots li construeixen un asram al petit poblat de Puttaparthi, on havia nascut, a l'any 1949.

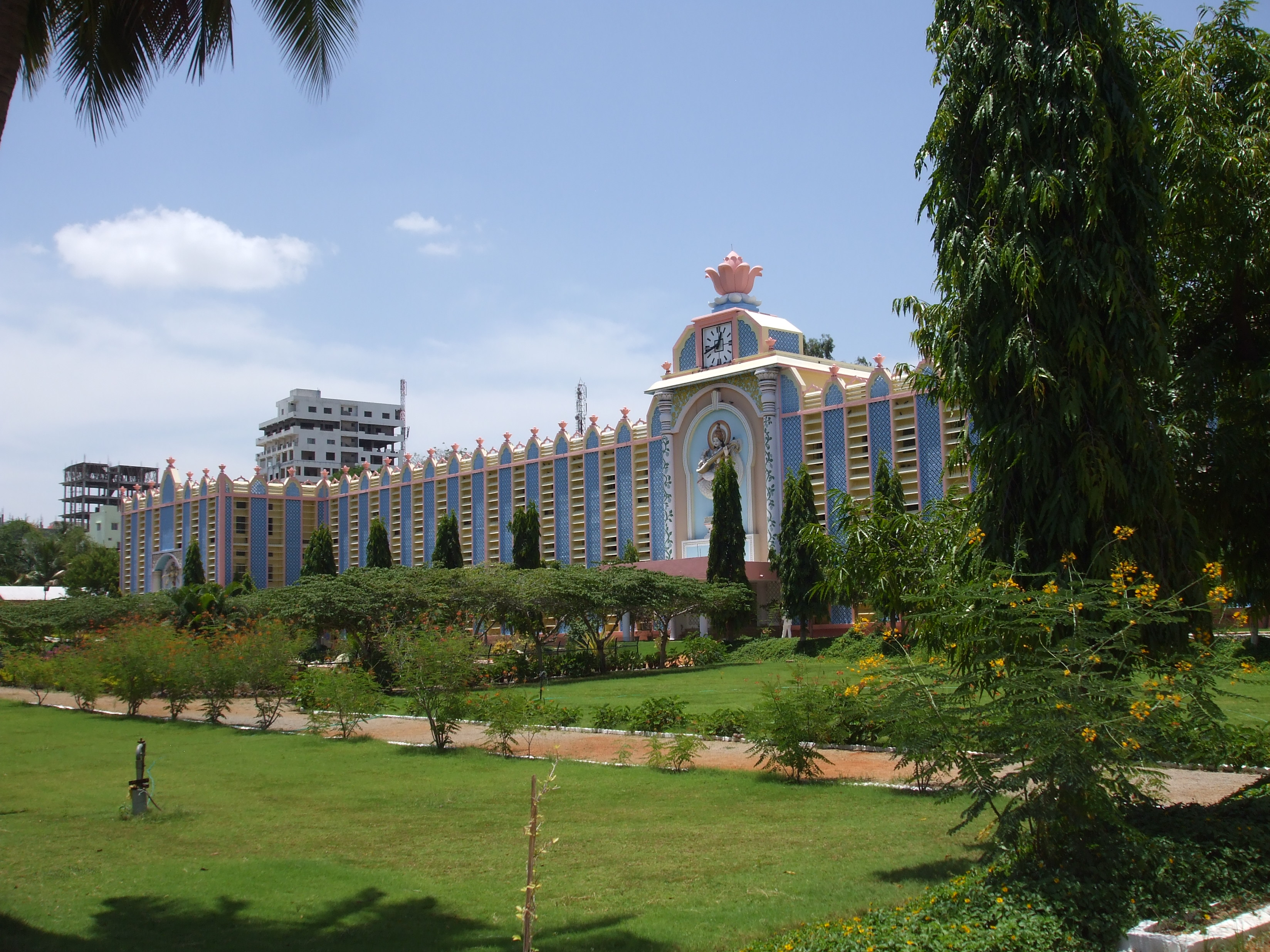
Universitat Sathya Sai de Puttaparthi

Ja amb el seu nou nom, Sai Baba, elsl seus devots esdevenen cada vegada més nombrosos fins a arribar a milers de persones degut a que fa miracles com materialitzacions de petits objectes. El 1963 declara que és una reencarnació de Xiva, ja que Sai Baba de Shirdi ho era i al 1968 s'afirma que és una encarnació del "Déu universal". El 1963 també anuncia que ell es reencarnarà 8 anys després de la seva mort en un nounat anomenat Prema sai a la ciutat de Mysore.
El juny de 1968 fa el seu primer viatge fora del seu país, a Uganda. El 1972 crea la Fundació Central Sri Sathya Sai (SSSCT) que té com a ombjectiu fer accions caritatives. Tot i que té altres residències secundàries, Sai Baba viu la major part de la seva vida, fins al 2005, al seu asram de Puttaparthi.

### Defunció
Sathya Sai Baba mort d'un atac de cor el 24 d'abril de 2011 alsl 84 anys d'edat, després que fos hospitaitzat el 23 de març per problemes respiratoris.

## Doctrina i acció caritativa

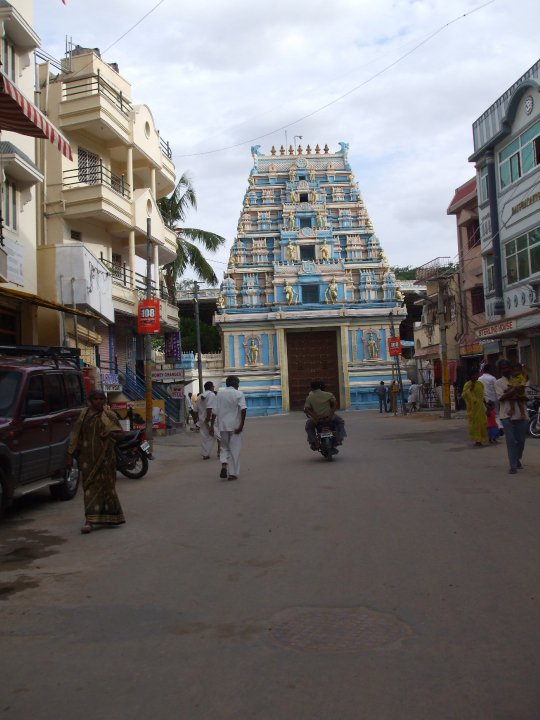
Entrada de l'asram de Sai Baba, on s'hi fan la majoria de les assemblees amb els fidels.

Sai Baba afirma que el seu objectiu és "establir el sanatana dharma, segons el qual només hi ha un Déu únic per a totes les religions. D'aquesta manera, ningú està obligat a renunciar a la seva". L'essencial de la seva activitat consisteix a oferir la dàrxana als seus deixebles, per la qual tindran una visió directa de la divinitat que ell afirma encarnar. Les seves ensenyances reposen principalment sobre aquesta devociò; els seus discursos són inspirats pels grans principis de l'Hinduisme. Sai BAba s'expressa en telugu, la seva llengua natal.
Sathya Sai Baba és l'iniciador de moltes obres caricatives per tota l'Índia com:
- Un projecte destinat a subministrar aigua potable a més de 700 pobles d'Andhra Pradesh, que va estar inaugurat pel primer ministre de l'Índia.
- La creació d'hospitals i clíniques gratuïtes.
- L'establiment d'equipaments educatius com escoles, instituts i universitats gratuïtes i homologades pel govern indi.
- El projecte Sathya Saï Ganga, amb l'objectiu d'aprovisionar aigua potable a 5 milions de persones de la ciutat de Chennai i l'irrigació de 120.000 hectàries de terres en els districtes de Nellore i Chitoor, a Andhra Pradesh.

Hospital Sathya Sai de Bangalore

Entre els seus donants importants, hi figura Isaac Tigrett, fundador del Hard Rock Cafe.
La notorietat de Sathya Sai Baba és tal que polítics indis de primera línia (presidents i primers ministres) han acudit de manera regular a les festes religioses organitzades pel seu Asram. Per exemple, el 23 de novembre de 2006 va rebre la visita oficial d'Abdul Kalam, president del país. El novembre de 2010 rep la visita de la presidenta Pratibha Patil i del Primer Ministre.

## Controvèrsies

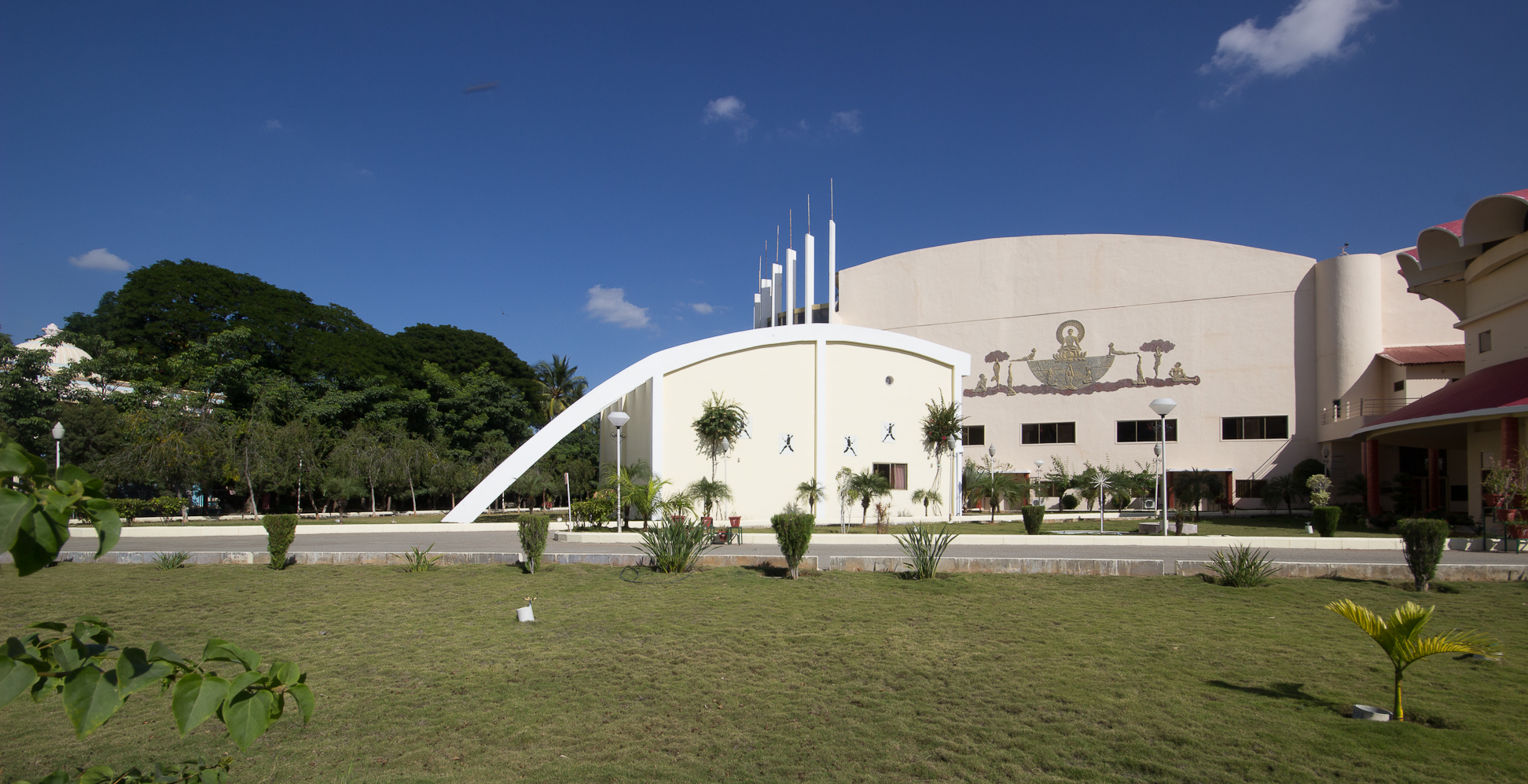
Estadi Esportiu Sathya Sai d'Andhra Pradesh

### Els miracles

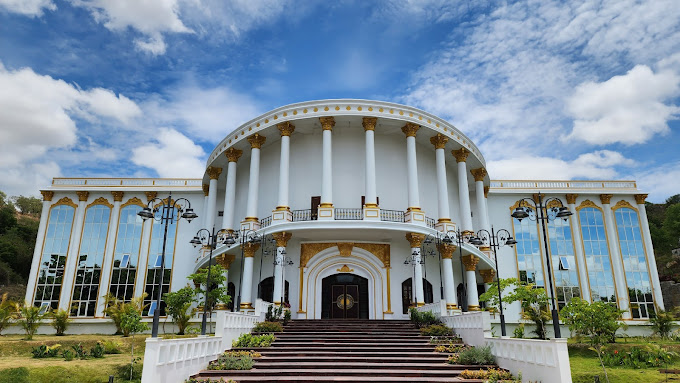
Centre de Congresos Sai

L'abril de 1976 el Dr Narasimhaiah, vicepresident de la Universitat de Bangalore crea un comitè d'"estudi científic dels miracles i altres supersticions". Aquest va escriure tres cartes a Sai Baba proposant-li un repte que aquest va ignorar aludint que l'aproximació del metge no era la correcta; Sai Bava va afirmar:<<la ciència només hauria de limitar les seves investigacions a àrees relacionades amb els sentits humans mentre l'espiritisme transcendeix els sentits. Si voleu comprendre la naturalesa del poder espiritual, només ho podeu fer pel camí de l'espiritualitat, no pel de la ciència. El que la ciència ha pogut revelar és només una petita part dels fenomens còsmics>>.
Michael Goldstein, un responsable occidental del moviment de Sai Baba, va declarar en un reportatge de la BBC que es fan els "miracles" perquè la gent segueixi a Sai Baba. El doctor Abraham Kovoor afirmà que Sai Baba era un il·lusionista xarlatà i li exigeix que faci els miracles sota la supervisió de científics racionalistes. Sai Baba ho refusa i, segons algunes fonts, perd un nombre important d'adeptes. Diversos films que s'han fet sense la seva aprovació intenten demostrar que aquests suposats miracles eren trucs de prestidigitació.

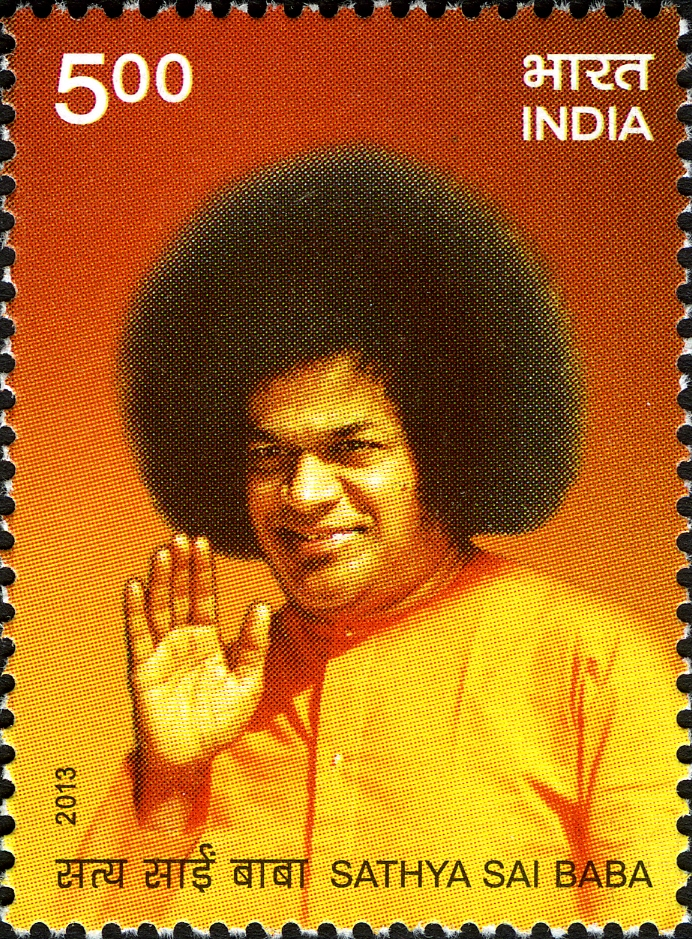
Segell de 2013 en honor al 88è aniversari de Sai Baba

### Acusacions d'abusos sexuals
El 1976 Tal Brooke, deixeble de Sai Baba, acusa per primera vegada de fer abusos sexuals. Ho fa en el seu llibre "Lord Of The Air: Tales of Modern Antichrist", i ho torna a fer en la seva obra de 1982, "Avatar of Night". En aquesta obra, que esdevé bestseller, s'hi afirma que Sai Baba era un hermafrodita i que havia abusat sexualment de deixebles seus.
El 2004 la BBC produeix un documentari titul·lat "The Secret Swami" en la sèrie "The World Undercovered". Aquest aborda principalment les alegacions d'abúsos sexuals fets per Sai Baba a Alaya Rahn (un americà els pares del qual eren deixebles seus) i de Mark Roche, entre d'altres adeptes. També tracta sobre la campanya d'un grup de racionalistes indis que volien demostrar que els seus miracles eren falsos.
Tot i el seu impacte internacional, a l'Índia no hi ha hagut cap judici contra Sai Baba basat en aquestes denúncies. Personalitats com Atal Bihari Vajpayee, antic Primer Ministre i un Jutge de la Cort Suprema, entre d'altres, van escriure una carta en defensa de Sai Baba. Aquesta ha estat fortament criticada per alguns científics racionalistes.

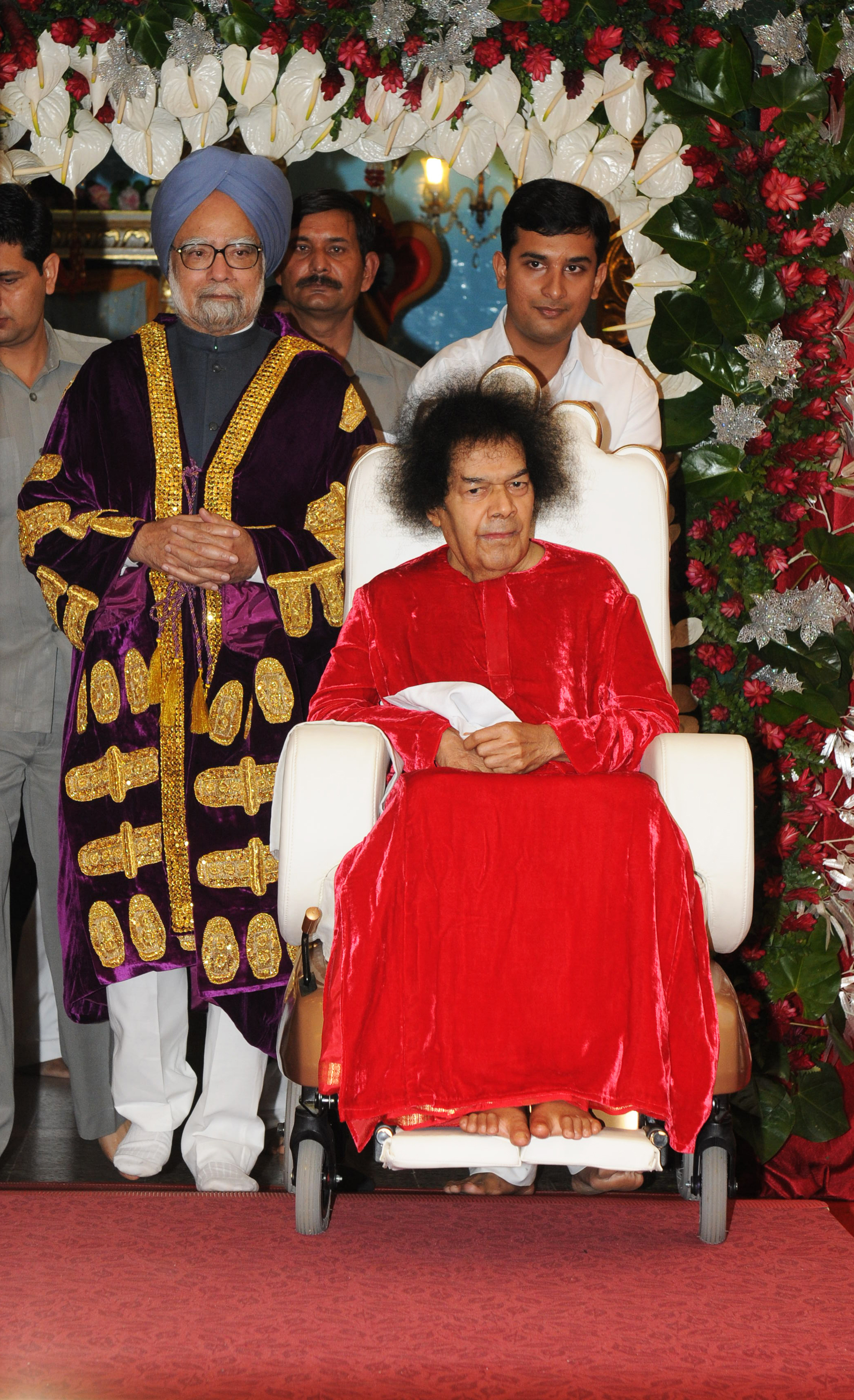
El Primer Ministre, Dr. Manmohan Sing amb Sathya Sai Baba a l'Insitut Sri Sathya Sai de la Universitat de Puttaparti, a Andhra Pradesh el 22 de novembre de 2010

La UNESCO, que havia fet acords de patronatge amb les activitats caricatives de Sai çbaba, va retirar i anular la seva participació a una conferència conjunta amb l'Institut Salthya Sai d'Educació de Puttaparthi prevista l'any 2000.
L'Organització de les Nacions Unides, tot i això, va acordar amb la Fundació Central Sathya Sai un acord d'estatut consultiu especial que li permet participar de manera activa a l'ECOSOC i les seves branques subsidiàries. Al mateix temps, el seu secretariat li reconeix la qualitat humanitària dels treballs que ha efectuat.
La Fundació de Sai Baba han negat que aquest tingués cap contacte físic amb els seus deixebles, ja que és molt difícil que algun d'ells estigués sol amb ell, ja que sempre estava envoltat de gent. Aquest argument ha estat contradit pels deixebles que l'havien acusat.

### Intent d'assassinat
El juny de 1993 quatre joves es van acostar a Sai Baba i van apunyalar dos dels seus ajudants abans de ser abatuts a trets pels agents de policia que, suposadament, s'havien refugiat en una habitació, segons la versió oficial. Aquesta versió va ser impugnada per diverses personalitats com V.P.B nair, antic ministre d'Andhra Pradesh, que argumentà que havia estat una execució que va comptar amb la complicitat de la policia.

### Edat al moment de la seva defunció
La mort de Sathya Sai Baba ha estat polèmica a Occident. Abans ell mateix havia predit que moriria als 96 anys. Però va morir als 84 anys. Això va obrir el debat de la sevapossible omnisciència. Alguns seguidors indis ho han justificat dient que Sai Baba hauria utilitzat el calendari astrològic indi enlloc del calendari romà. Segons aquesta calendari, cada any té 324 dies i, com que Baba havia nascut el 23 de novembre de 1926, va viure 30.834 dies fines que va morir el 2 d'abril de 2011. Aquests, dividits per 324, farien el total de més de 95 anys.

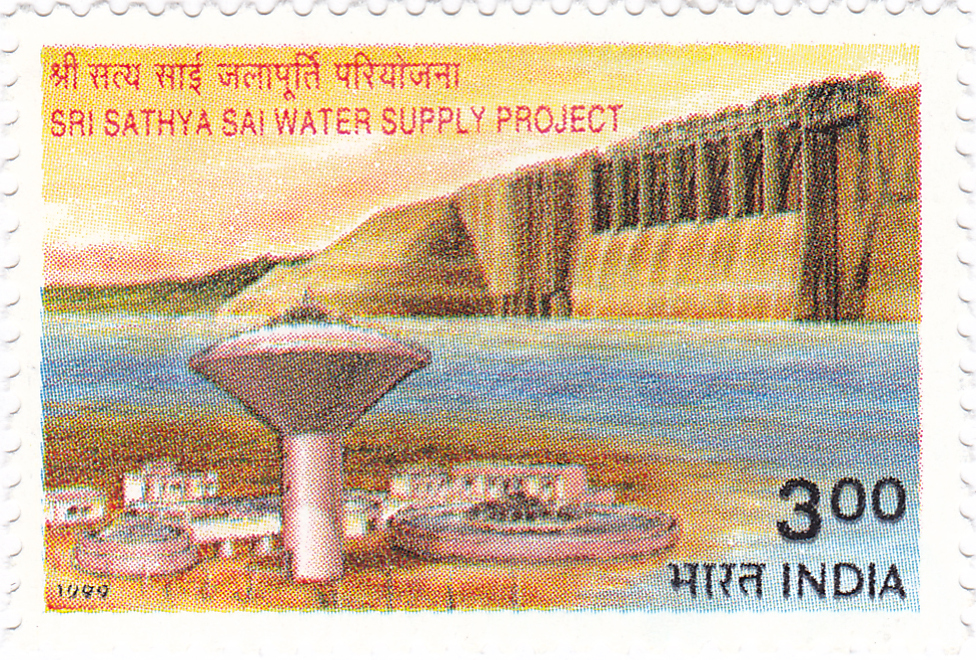
Segell dedicat a les obres hidràules de la Fundació de Sai Baba

## Reconeixements
El 23 de novembre de 1999 el departament de correus del govern de l'Índia edita un segell en reconeixement de l'aportació de Sai Baba a l'accés a l'aigua potable. El novembre de 2013 edita un altre segell commemoratiu en ocasió del 88 aniversari del seu naixement.
El gener de 2007 s'organitza un esdeveniment a l'Estadi Jawaharial Nehru de Chennai per agraïr les obres que havien portat aigua del Riu Krishna al centre de la ciutat, on hi van acudir quatre ministres.

## Bibliografia i filmografia

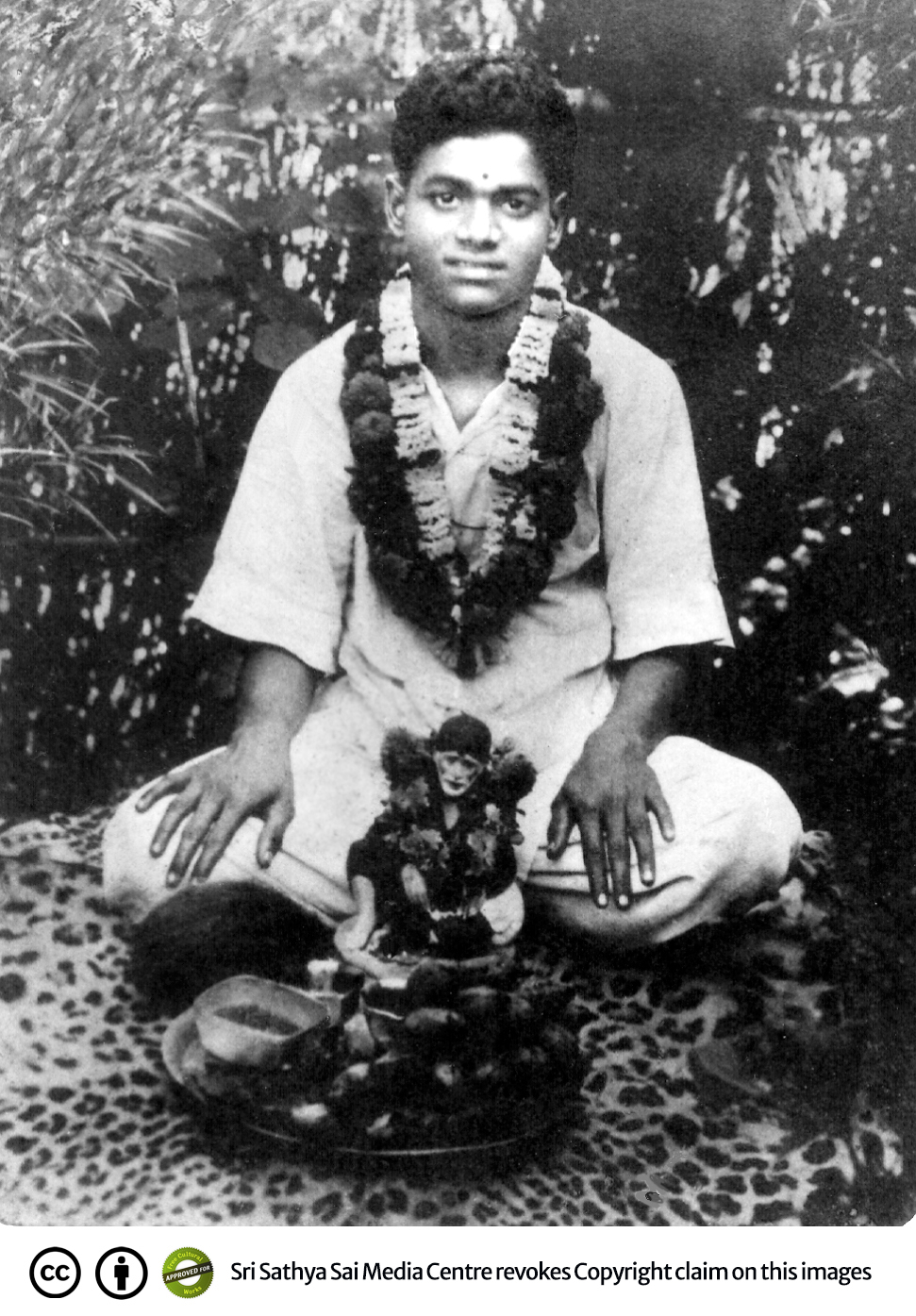
Sathya Sai Baba als 14 anys d'edat